# Студёнка (приток Малой Кокшаги)
Студёнка — река в России, протекает по Медведевскому району Марий Эл. Устье реки находится в 59 км по правому берегу Малой Кокшаги. Длина реки составляет 12 км, площадь водосборного бассейна 50,7 км².

## Течение
Исток реки в болотах западнее деревни Студёнка в 20 км к западу от посёлка Сурок. Река течёт на восток по заболоченному лесу, кроме деревни Студёнка населённых пунктов на берегах нет.

## Данные водного реестра
По данным государственного водного реестра России относится к Верхневолжскому бассейновому округу, водохозяйственный участок реки — Волга от Чебоксарского гидроузла до города Казань, без рек Свияга и Цивиль, речной подбассейн реки — Волга от впадения Оки до Куйбышевского водохранилища (без бассейна Суры). Речной бассейн реки — (Верхняя) Волга до Куйбышевского водохранилища (без бассейна Оки).
Код объекта в государственном водном реестре — 08010400712112100001241.